# Institut Max-Planck de chimie
L'institut Max-Planck de chimie ou institut Otto-Hahn (en allemand : Max-Planck-Institut für Chemie - Otto-Hahn-Institut) est un institut de recherche scientifique faisant partie de la société Max-Planck, il est situé à Mayence en Allemagne sur le site de l'Université Johannes Gutenberg de Mayence.
Des recherches fondamentales en chimie y sont menées dans les quatre départements qui composent l'institut. En 2005, 247 personnes y travaillaient.

## Directeurs

### Institut Kaiser-Wilhelm

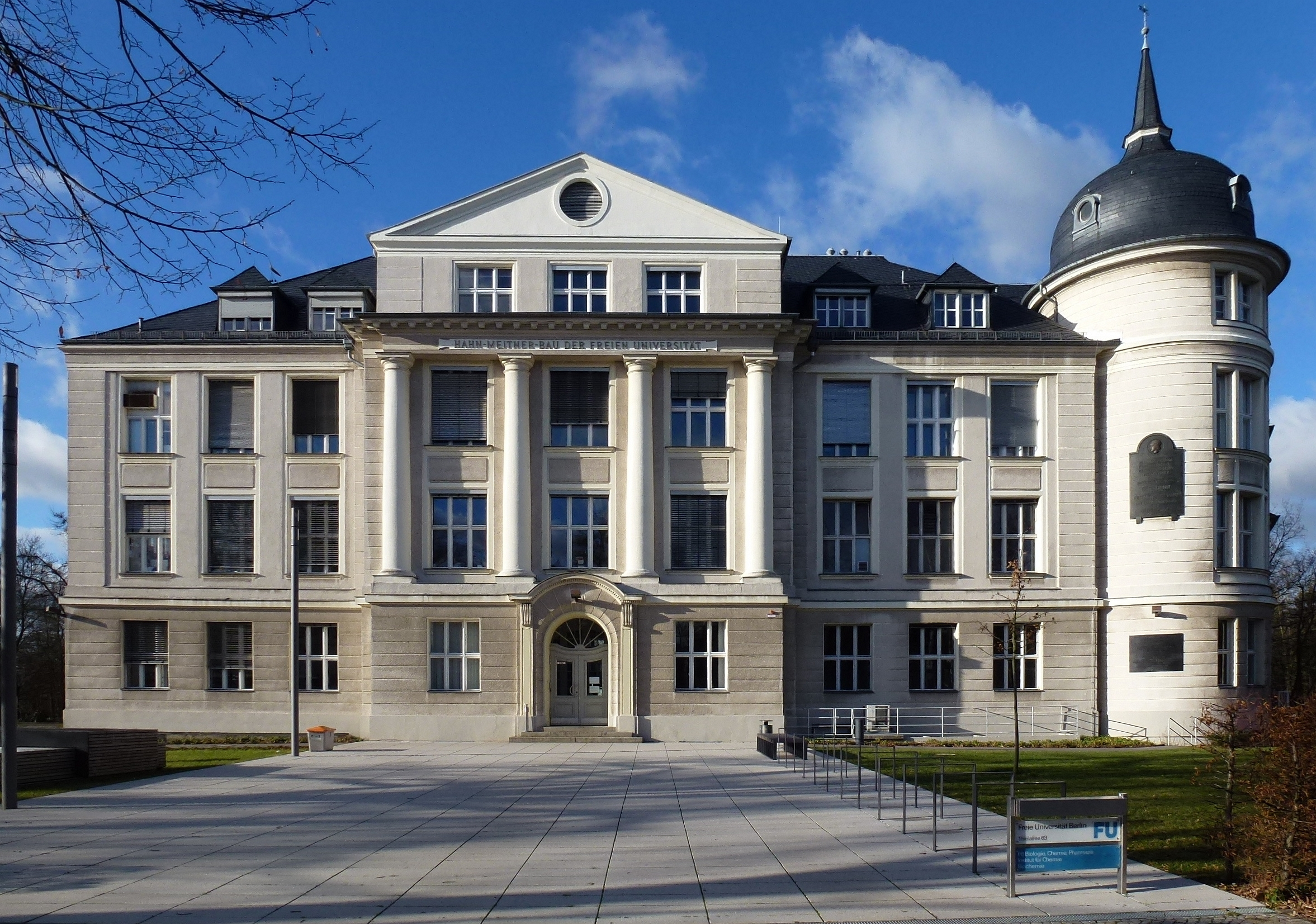
Immeuble de l’Institut Kaiser-Wilhelm pour la Chimie (aujourd'hui Centre Hahn-Meitner).

L’Institut Kaiser-Wilhelm, ancêtre de l'Institut Max-Planck, était la principale institution scientifique de l’Allemagne impériale. Le laboratoire de Chimie physique fut le premier de l'Institut.
- 1912 : Ernst Beckmann
- 1912 - 1916 : Richard Willstätter
- 1912 - 1948 : Otto Hahn
- 1916 - 1926 : Alfred Stock

### Institut Max Planck
- 1949 - 1953 Fritz Straßmann
- 1941 - 1965 Josef Mattauch
- 1953 - 1958 Friedrich A. Paneth
- 1959 - 1978 Heinrich Hintenberger
- 1959 - 1978 Hermann Wäffler
- 1967 - 1996 Heinrich Wänke
- 1968 - 1979 Christian Junge
- 1978 - 1995 Friedrich Begemann
- 1980 - 2000 Paul J. Crutzen
- 1980 - 2007 Albrecht W. Hofmann
- 1987  Meinrat O. Andreae
- 1996  Günter W. Lugmair
- 2000  Johannes Lelieveld
- 2001  Stephan Borrmann
- Depuis 2014 Ulrich Pöschl (directeur gestionnaire)

## Source
- (en) Cet article est partiellement ou en totalité issu de l’article de Wikipédia en anglais intitulé « Max Planck Institute for Chemistry » (voir la liste des auteurs).